# Raymond Deferr
Vous pouvez aider à l'améliorer ou bien discuter des problèmes sur sa page de discussion.
Raymond Deferr, né en 1933, est un homme politique suisse du canton du Valais, membre du Parti démocrate-chrétien. 

## Biographie
Raymond Deferr naît à Monthey en 1933. 
Après des études secondaires au collège de l'Abbaye de Saint-Maurice, dont il est originaire, il obtient une licence en droit à l'université de Genève en 1954, et en Valais une patente de notaire en 1960, puis un brevet d'avocat en 1961. 
Il exerce dans son étude à Monthey jusqu'en 1985 et fonctionne comme greffier du Juge de Commune et secrétaire de la Chambre pupillaire de 1961 à 1972. 
Il est marié et père de trois enfants.

## Parcours politique
Raymond Deferr est président de la commune de Monthey de 1973 à 1985, candidat non élu au Conseil national en 1979, le PDC ayant perdu un siège, puis conseiller d'État du canton du Valais entre 1985 et 1997, il préside aussi le Conseil du Léman de 1991 à 1993.

### Président de la commune de Monthey
Sous la présidence de Raymond Deferr la commune de Monthey poursuit la mise en place d’équipements et de prestations appropriés aux besoins d’une population en pleine croissance  et accentue son effort dans les domaines sociaux, sportifs et culturels, notamment par l’ouverture d’une zone sportive aux Vernays et la construction d’une patinoire couverte-halle polyvalente ; la création du Parc du Cinquantoux et d’une crèche-garderie ; la réorganisation des artères et du secteur névralgique du centre-ville ,; la création du Parc du Crochetan et l’adoption du projet de complexe culturel du même nom,. 
Dans une interview accordée à La Tribune Le Matin en 1978, Raymond Deferr appelle à un meilleur équilibre entre la composante habitation et la composante travail, plus de 50 % des travailleurs occupés à Monthey étant domiciliés hors de la commune.
Le maintien et le développement de l’AOMC sont acquis en 1983 après une remise en question de son existence par l’Office fédéral des transports. Raymond Deferr s’est engagé pour défendre la connexion de Monthey aux axes ferroviaires et routiers (raccord avec l’autoroute, ligne du Tonkin, maintien de la ligne AOMC), notamment via l’association du Chablais valaisan et vaudois et comme président de l’AOMC déjà en 1976. Sous sa présidence la compagnie AOMC prolonge la ligne à Champéry, avec une nouvelle gare, combinée avec le téléphérique .
Citons enfin un projet resté à l’état de rêve du Président : la promotion du Vieux Collège à clocheton au rang d’Hôtel de Ville regroupant les services publics et parapublics de la commune et de la région.
L’évolution urbanistique de Monthey a suscité de nombreuses questions quant aux bâtiments anciens à conserver. Déjà en 1980, la critique du rachat par la commune du bâtiment dit « La Ferme à Vannay » avait fait réagir le président dans un texte au sujet de la conservation des bâtiments à Monthey publié par le Nouvelliste :
« Les nécessités fonctionnelles de la vie urbaine ont entraîné la disparition d’innombrables immeubles anciens. Ce sont les lois de l’existence. Tout ne peut être conservé, mais bien peu l’a été. Nous en prenons conscience aujourd’hui : partout ces biens du passé se valorisent car ils exhalent de leurs pierres un peu de ce cœur, un peu de cet esprit qui font vivre une ville…. La rareté des éléments de notre patrimoine architectural ancien nous incite à en apprécier les plus modestes. Le caractère industriel et commercial de notre ville, son développement prévisible, nous font un devoir impérieux d’en assurer la conservation. »
Raymond Deferr a publié un ouvrage sur sa ville en 1984 :  Monthey aux éditions du Griffon. Son affection pour la ville et l’esprit de ses habitants y transparaît, de même que son intérêt pour l’histoire de sa commune.
En 1984, il est réélu à la présidence de Monthey pour une 4e période. Il quitte cette fonction le 30 avril 1985 pour assumer celle de conseiller d’État du canton du Valais.

### Conseiller d’État du canton du Valais
Raymond Deferr entre au Conseil d’État le 1er mai 1985 et assume la charge des départements de l’économie publique et de la santé publique durant trois législatures. Au cours de celles-ci, la conjoncture économique est défavorable, ce qui conduit à des mesures d’économies, à des priorités strictes dans les dépenses et à une restructuration de l’administration.

#### Économie publique
Sous la direction de Raymond Deferr, le département s’emploie à mettre en œuvre la loi sur l’encouragement à l’économie du 28 mars 1984. Il crée à cet effet la société pour le développement de l’économie valaisanne (SODEVAL),  l'association pour la promotion de l’innovation et des « technologies de fabrication intégrées par ordinateur » (CIMTEC) et un fonds de placement public et privé (capital-risque).
Dès son entrée en fonction Raymond Deferr soutient la création d’un Technicum initié par le Département de l’Instruction publique.
Parallèlement à la relance économique et aux mesures en matière de chômage, le fil conducteur du département, dans un contexte de libéralisation des marchés, est de responsabiliser les associations économiques et d’accroître leurs moyens, d’améliorer la formation, de promouvoir la qualité de l’offre « Valais ». Œuvrent dans ce sens la première loi cantonale sur l’agriculture du 28 septembre 1993, la loi sur l’emploi et les mesures en matière de chômage en 1995, la loi sur l’hôtellerie et la restauration du 17 février 1995, la première loi cantonale sur le tourisme du 9 février 1996 et l’initiation de la candidature « Sion Valais 2002 ».

##### Tourisme
Le Département de Raymond Deferr attend de cette première loi sur le tourisme qu’elle améliore notamment l’accueil et l’offre par la formation, la promotion collective, la constitution d’un organe faîtier assurant la promotion touristique du Valais, avec une augmentation des moyens financiers en provenance du Canton et de nouvelles sources de financement.

#### Agriculture
Raymond Deferr reconnaît l’effort fourni par les Valaisans pour maintenir une agriculture efficace et pour conserver les terres arables dans les régions les moins favorisées. Ces efforts doivent toutefois s’accompagner d’une volonté plus affirmée de fournir des produits de qualité. En outre, si dans la production le niveau paraît satisfaisant, il existe de nombreux problèmes dans la promotion des produits valaisans : des dizaines de distributeurs les exportent sans politique concertée et sans coordination ; le marché suisse est mal exploité et le consommateur pas assez sensibilisé à la production indigène.
Dans le secteur viticole, ce souci de la qualité passant par la limitation des rendements aboutit à la promulgation de l’Appellation d’origine contrôlée (AOC) pour tout le canton et l’introduction des quotas de production à l’issue de recours auprès du Tribunal fédéral.
Le secteur agricole et viticole valaisan a consolidé cette qualité par la mise en œuvre de l’AOC et IGP en 1992.
La première loi cantonale sur l’agriculture, soumise au référendum, a été acceptée par le peuple valaisan en mai 1994.
Composée de nombreuses mesures pour améliorer les structures agricoles, poursuivre le financement des améliorations foncières, la loi sert aussi de base légale à toute la formation agricole, au soutien de nouvelles productions et à tout ce qui peut contribuer à un accroissement de la valeur ajoutée des produits valaisans. Enfin, la loi donne à la profession des moyens de se défendre et de se promouvoir dans les filières agro-alimentaires. 
Dans les actions de soutien du Département, citons encore 
- la création de la « Vigne des cantons » sur le domaine du Grand-Brulé à Leytron, dont la salle de réception réaménagée et «ornée de superbes vitraux de l’artiste M. Jean-Claude Morend, apparaît comme un véritable sanctuaire de la Vigne et de l’amitié confédérale[23]». Chacun reçoit 100 m2 de vigne dont la production en vin lui est remise chaque année.
- sous l’égide de l’OPEVAL (office de promotion de l’agriculture valaisanne), l’instauration du « Sécateur d’Or », manifestation au Grand-Brulé honorant une personnalité qui concourt par son engagement à rehausser le prestige des vins suisses[24].

#### Dimension européenne régionale et transfrontalière
Convaincu de l’identité des régions et de la nécessité de collaborations européennes, Raymond Deferr s’est engagé tant pour l’EEE que pour une politique de collaboration transfrontalière. Il est président du Conseil du Léman (1991-93) et président du Conseil Valais-Vallée d’Aoste (1995-96. Il assuma également la présidence de la COTRAO (1986-87), instance officielle de dialogue, concertation et coopération qui réunissait deux régions françaises, trois cantons romands et trois régions italiennes. 
Dans une économie mondialisée, il soutient les instruments de la politique régionale et les régions de montagne : il est également président de la Fédération des sociétés d’Agriculture de la Suisse romande et président du Groupement suisse pour les régions de montagne (SAB).
Partisan de l’adhésion de la Suisse à l’ONU, il est aussi en faveur d’une adhésion à l’Espace économique européen -à laquelle le Valais dira oui -, mais inquiet du libre marché, il a dénoncé à travers de nombreux engagements et discours l’usurpation du patrimoine agro-alimentaire paysan par les industriels et incité à ne pas laisser l’économie avoir le dernier mot. « Si l’avenir, comme la théorie le veut, consiste à produire et à acheter là où c’est le moins cher, je dis que l’on peut délocaliser l’économie suisse toute entière…». 

#### Santé publique
Sous la houlette du Département, l’adoption de la loi du 17 novembre 1988 sur la participation financière des collectivités publiques aux frais d’investissement et d’exploitation des établissements sanitaires publics « préfigure la nouvelle loi sur la santé publique du 9 février 1996 et confère une impulsion décisive à la planification hospitalière».
« Pour briser cette tendance à l’inflation (des coûts de la santé) sans tomber dans un rationnement inadmissible des soins et de leur qualité, Raymond Deferr et son département ont entrepris une profonde réorientation de la politique sanitaire, en étroite collaboration avec tous les partenaires : médecins, hôpitaux et homes, caisses-maladie. Elle comporte des mesures déjà prises ou encore à l’étude portant sur : la révision de la planification, une allocation de ressources plus équitable et incitative, un véritable réseau de soins coordonnés. 
Réduction par étapes du nombre de lits dans les soins aigus, création de trois secteurs hospitaliers par régions, répartition des disciplines de pointe, les changements ne vont pas sans résistances : « le département de la santé, qui a déjà prouvé son autorité dans d’autres situations délicates, tient le cap. Il a su mener une politique volontariste… cette réduction accompagnée de mesures… fait du Valais le canton romand qui maîtrise le mieux ses dépenses de santé. Cela se traduit par des primes de caisse maladie plus modérée pour les assurés».
Selon le rapport établi en 1995 par l’Institut suisse de la santé publique, cette réforme ambitieuse s’est conduite sur la base d’une large concertation permanente entre tous les intéressés. Par étapes le canton s’est doté d’un concept et d’objectifs en psychiatrie et psychogériatrie, dans les soins aigus, les soins chroniques, les EMS, les soins à domicile ; les réseaux de santé régionaux, la formation et la prévention, la qualité et la concertation inter cantonale. « Sous réserve d’une vision globale, un certain nombre d’indicateurs met en évidence le succès de la politique sanitaire valaisanne »… : l’adéquation entre la population, le type de soins et les institutions… la réduction des inégalités…, l’accès aux soins… les aspects économiques : les taux de croissance des dépenses des divers cantons suisses montrent que le canton du Valais se place dans le groupe de tête des cantons ayant réussi des réformes d’envergure sans faire trop exploser les coûts». 
Notons encore à l’actif du Département de la Santé Publique :
- Au Château de St-Maurice le 29 janvier 1997, les chefs de Départements du Valais et de Vaud posent les bases de la création d’un hôpital pour la région du Chablais, multisites d’abord, puis unique. Une convention du 7 octobre 1997, souscrite par leurs successeurs concrétisera cet objectif en l’élargissant à la Riviera[33].

Raymond Deferr quitte le Conseil d’État le 30 avril 1997, après l’avoir présidé en 1988-1989 et 1993-1994.